# Ungerthal

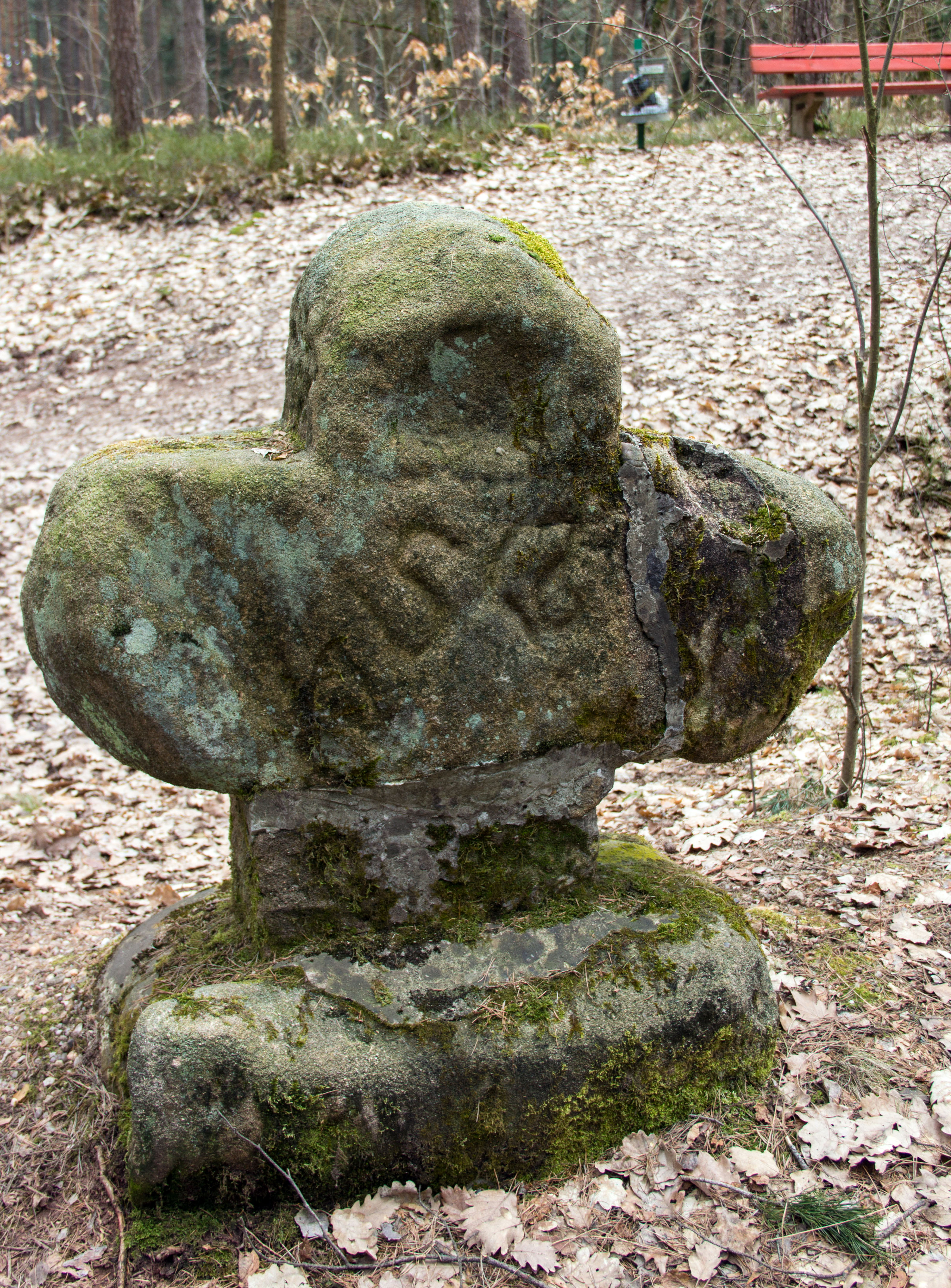
Steinkreuz bei Ungerthal, um 1400

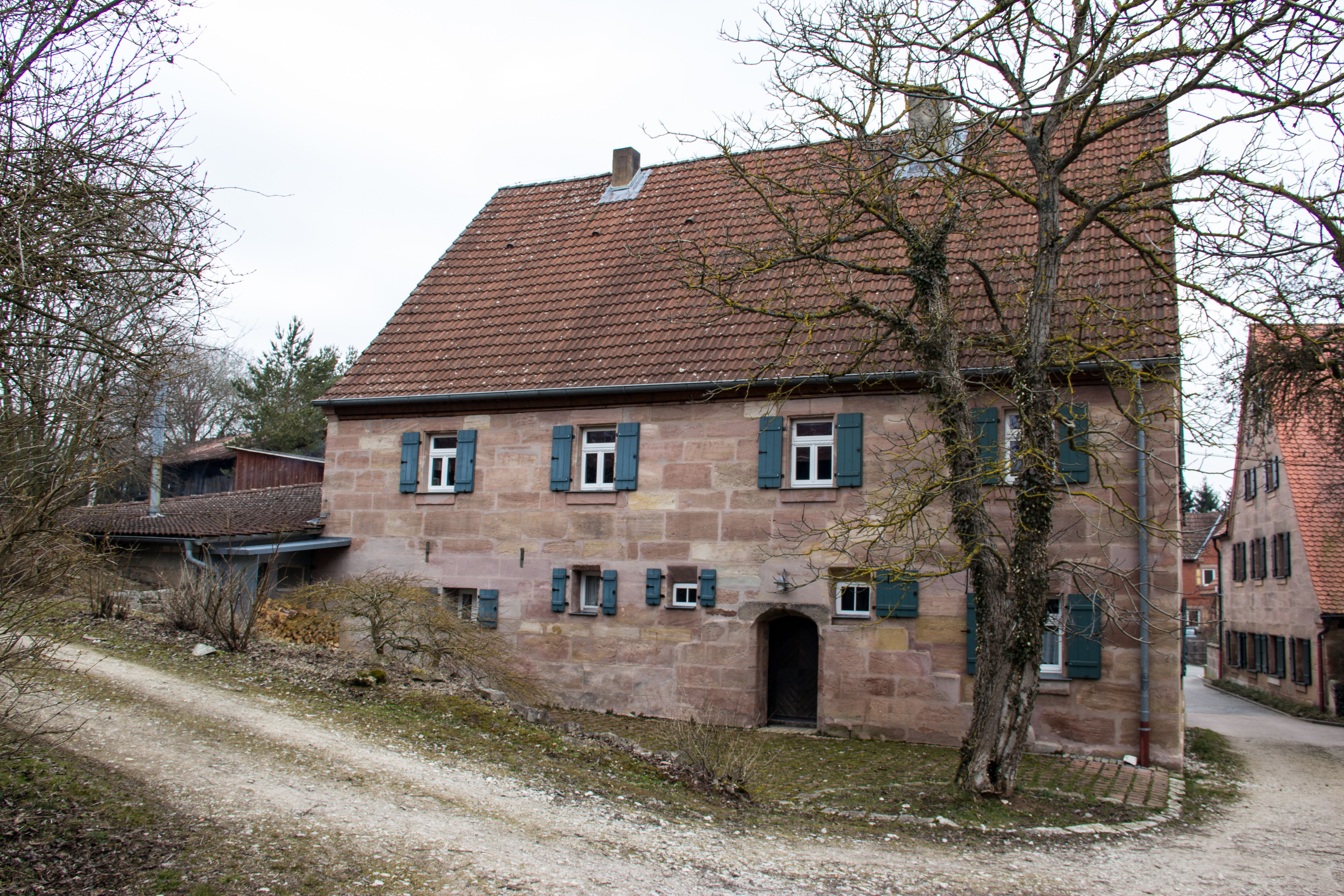
Bauernhaus in Ungerthal

Ungerthal (fränkisch: Ungadohl) ist ein Gemeindeteil der Gemeinde Büchenbach im Landkreis Roth (Mittelfranken, Bayern). Ungerthal liegt in der Gemarkung Ottersdorf.

## Geographische Lage
Der Weiler liegt fünf Kilometer südlich von Schwabach inmitten des gemeindefreien Gebietes des Heidenberges (463 m ü. NHN) in einem markanten Taleinschnitt. Südlich des Ortes verläuft einer der nur temporär wasserführenden Quelläste des Otterbachs. Zahlreiche Quellen speisen etwa ein Dutzend fischwirtschaftlich genutzte Weiher westlich und östlich des Ortes, der ansonsten von dichten Wälder umgeben ist. Eine Gemeindeverbindungsstraße führt nach Ottersdorf zur Staatsstraße 2224 (1,7 km nordöstlich).
Die gesamte Gegend ist ein ausgedehntes Wasser- und Landschaftsschutzgebiet.

## Geschichte
Das Gebiet um Ungerthal war bereits in der Steinzeit von Menschen besiedelt, wie einzelne Funde anlässlich einer Grabung von 1998 an dem 700 Meter südlich liegenden Burgstall Osterwiese belegen. Eine Siedlung der Bronzezeit befand sich 600 Meter nördlich von Ungerthal am Erlberg. Zur Zeitenwende war das Gebiet der südlichste Ausläufer des Siedlungsgebietes der Narisker.
Zu römischer Zeit wurde die Besiedlung aufgegeben, denn der Limes war nur einen Tagesmarsch nach Süden entfernt und die Zeiten wurden zu unruhig. Aus der Zeit der Völkerwanderung fehlen ebenfalls jegliche Befunde und setzen erst mit der karolingischen Zeit sporadisch wieder ein.  
Der Ort wurde 1340 als „Ungertal“ erstmals urkundlich erwähnt. Zu dieser Zeit bestand der Ort aus zwei Höfen, die dem Kloster Ebrach zehntpflichtig waren. Der Ortsname Ungerthal leitet sich vom gleichnamigen Flurnamen ab, das seinen Namen von den Ungarn bekam, die im Jahr 950 in dieses Tal geflüchtet waren. An die Ungarnzeit erinnert auch das Herzog-Ernst-Kreuz unweit nördlich von Ungerthal. Westlich von Ungerthal verlief die sogenannte „Italerstraße“. In der Folgezeit kam der Ort an die Nürnberger Patrizier Küdorfer, dann an die Schwabacher Familie Linck und schließlich an das Markgraftum Ansbach. Laut dem Salbuch des markgräflichen Amtes Schwabach von 1434 unterstanden die Höfe dem Spital Schwabach. Zu dieser Zeit wurde im „Ungarngraben“ westlich von Ungerthal mit der Anlage der ersten Weiher begonnen.
Gegen Ende des 18. Jahrhunderts gab es in Ungerthal zwei Anwesen. Das Hochgericht übte das brandenburg-ansbachische Oberamt Schwabach aus. Die beiden Ganzhöfe hatten das Kastenamt Schwabach und das Spital Schwabach als Grundherrn. Im Jahre 1802 gab es im Ort eine Untertansfamilie. Im bayerischen Urkataster von 1808 ist für den Ort der Name „Ungernthal“ eingetragen.
Im Rahmen des Gemeindeedikts wurde 1808 Ungerthal dem Steuerdistrikt Büchenbach (II. Sektion) und der 1818 gebildeten Ruralgemeinde Ottersdorf zugeordnet. Am 1. Januar 1972 wurde Ungerthal im Zuge der Gebietsreform in Bayern nach Büchenbach eingegliedert.
Ungerthal ist auch heute noch überwiegend landwirtschaftlich geprägt.

### Baudenkmäler
- Haus Nr. 1: Bauernhaus[15]
- Haus Nr. 2a: Bauernhaus[15]
- Martersäule[15]

Südöstlich befinden sich das historische Steinkreuz bei Ungerthal und das Herzog-Ernst-Kreuz bei Ottersdorf.

### Einwohnerentwicklung
| Jahr      | 001818 | 001840 | 001861 | 001871 | 001885 | 001900 | 001925 | 001950 | 001961 | 001970 | 001987 | 002014 | 002019 |
| Einwohner | 9      | 16     | 19     | 18     | 17     | 15     | 22     | 29     | 21     | 16     | 17     | 9      | 12     |
| Häuser    | 2      | 3      |        |        | 4      | 2      | 4      | 3      | 4      |        | 5      |        |        |
| Quelle    | [ 17 ] | [ 18 ] | [ 19 ] | [ 20 ] | [ 21 ] | [ 22 ] | [ 23 ] | [ 24 ] | [ 25 ] | [ 26 ] | [ 27 ] | [ 1 ]  | [ 1 ]  |

## Religion
Der Ort ist seit der Reformation evangelisch-lutherisch geprägt und war ursprünglich in die Stadtkirche St. Johannes und St. Martin (Schwabach) gepfarrt, seit 1671 ist die Pfarrei St. Georg (Kammerstein) zuständig. Die Katholiken sind nach St. Sebald (Schwabach) gepfarrt.